# تخت سلیمان
تخت سلیمان یا آتشکدهٔ آذرگشسپ نام یک مجموعه تاریخی در استان آذربایجان غربی است که در بخش تخت سلیمان در شهرستان تکاب واقع شده‌است. این مجموعه در نزدیکی شهر تازه‌کندنصرت‌آباد قرار دارد و در گذشتهٔ دور «گَنجَک» نامیده شده‌است. هم‌اکنون نام آن شهر، تخت سلیمان است. گفته شده که تخت سلیمان همان «فره‌اسپه» پایتخت شاهنشاهی اشکانی بوده‌است. تخت سلیمان بزرگ‌ترین مرکز آموزشی، مذهبی، اجتماعی و عبادتگاه ایرانیان در قبل از اسلام به‌شمار می‌رفت؛ اما در سال ۶۲۴ میلادی و در حملهٔ هراکلیوس، امپراتور روم به ایران، تخریب شد. در آن زمان این شهر گنجک نام داشت. آتشکده آذرگشسپ در شهر گنجک جای داشت که امروزه با نام روستای (شهر) تخت سلیمان شناخته می‌شود.

## تاریخچه

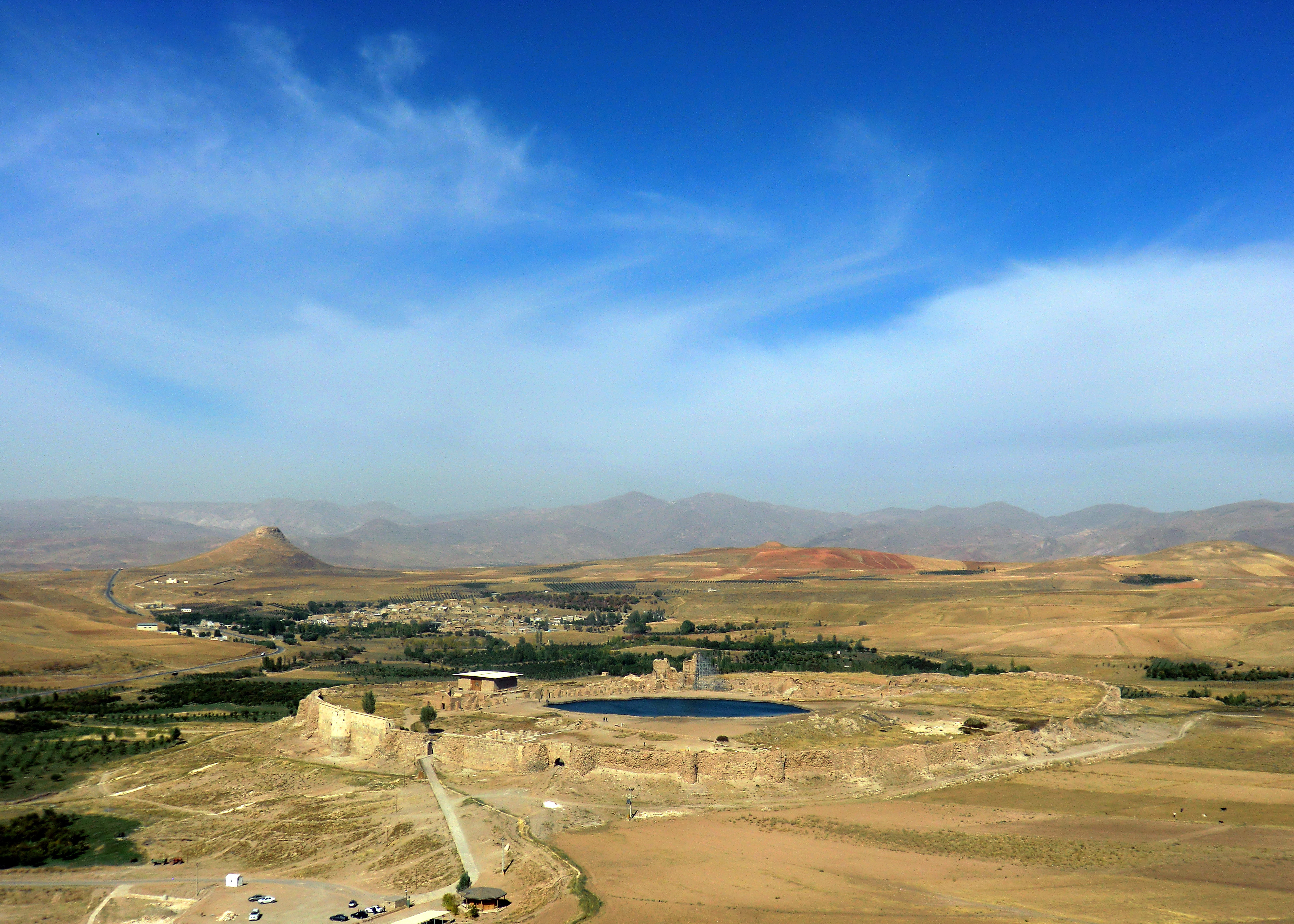
نمایی عمومی از آتشکدهٔ آذرگشسپ و چشمهٔ معروف در مرکز آن در روستای تخت سلیمان

گنزک (به پارسی میانه) یا گنجک (به پهلوی)، گنزه، گنجه و به ارمنی گنزکا یا کادزا، به سریانی گنذزک یا گنژگ، به یونانی گنزکا، گادزاکا، گادزا، مورخان عرب آن را جَزَن، جَنزَه، جَزنَق یا جَنزَقه نام برده‌اند، مغولان آن را ستوریق گفته‌اند. نام دیگر این شهر، «شیز» بوده‌است. شهری باستانی و مقدس برای ایرانیان بود. پلوتارک مورخ یونانی این شهر را با نام فِراد نوشته‌است. در نوشته‌های دیگر پهلوی شَیچ خوانده شده، در شاهنامه چیچست به کار رفته و کهن‌تر از همهٔ این نوشته‌ها، در اوستا است که نام آن را برگرفته از دریاچهٔ آن چِئی‌چَست آورده‌است. چیچَست نام دریاچه‌ای بود که امروزه با نام دریاچهٔ ارومیه شناخته می‌شود. امروزه تمام این نام‌ها از بین رفته و این محل را از روی پادشاه یهودی، سلیمان برگرفته‌اند و تخت سلیمان می‌نامند.
این شهر باستانی در دوره‌های گوناگون مکان زندگی اقوامی مانند مادها، هخامنشیان، اشکانیان، ساسانیان و مغولان بوده و در هریک از دوران‌های بالا، این محل در اوج قدرت و تمدن زمان مربوط به خود بوده‌است. اکنون آثاری از این شهر در آذربایجان غربی شهرستان تکاب (تیکان تپه) برجای مانده‌است که جلوه گر شکوه و عظمت این شهر باستانی بسیار زیباست.
در زمان حملهٔ اعراب در مدارک رومی و ارمنی نام سپهبد و شاهزادهٔ آذربایجان «رستم پسر فرخ هرمز» آورده شده که البته با توجه به متن شاهنامه در بخش نامهٔ رستم فرخزاد به برادرش دلالت بر تاریخی بودن شاهنامه دارد؛ همچنین فردوسی به نام گنجه هم اشاره کرده که آن نیز سند تاریخی است.
| چو نامه بخوانی تو با مِهتَران |  | برانداز و برساز لشکر بَران |
| همی تاز تا آذرآبادِگان       |  | دیار بزرگان و آزادگان     |
| همیدون گَله هرچه داری ز اسب  |  | ببر سوی گنجورِ آذرگشسب     |

### شیز زادگاه زرتشت
اگرچه این سخن مورد قبول همهٔ محققان نیست، ولی یکی از جاهایی که حدس زده می‌شود محل تولد زرتشت باشد، شهر شیز است.

ناصری در انجمن‌آرای آورده‌است که گویند زرتشت در شهر اردبیل و سبلان ظهور کرده و اصلش از شهری بوده، در میان بناب و زنگان که شیز نام داشته‌است.

در دوران اردشیر یکم و پس از او تمایل به حذف تاریخ و نقش اشکانیان در کلیهٔ امور بود. تباین و تضادی که ساسانیان با اشکانیان داشتند بیشتر بر این بنیادها قرار داشت: سعی در تقویت حکومت مرکزی و مبارزه با ادیان غیر زرتشتی. این حکومت متمرکز نامی فراگیر لازم داشت که مسبوق به دین رسمی کشور و آیات و اصطلاحات اوستا باشد. در اوستا از «ائیریانم وئجه» به عنوان زادگاه زرتشت یاد شده بود که در دوران ساسانی تمایلی به تغییر محل آن از ری به آذربایجان احساس گردید؛ زیرا ری از مدت‌ها پیش در تیول خاندان معروف مهران، از خاندان‌های مهم دوران اشکانی بود و پیوسته مانند نسا از شهرهای اشکانی دوست و مورد سوءظن ساسانیان بود. در حالی که آذربایجان هم یکی از سه آتش بزرگ دوران ساسانی را در خود داشت. همچنین آتشکدهٔ آذرگشسپ به تیسفون پایتخت ساسانی نزدیک‌تر بود و زیارت‌های شاهان ساده‌تر انجام می‌شد؛ پس «ائیریانم وئجه» که قبلاً زادگاه زرتشت تصور شده بود به آذربایجان منتقل گردید با نام تازهٔ «ایران ویج». جزء نخست این کلمهٔ مقدس می‌توانست بهترین نام ممکن برای سرزمین واحد و فراگیر ساسانیان باشد. این جزء نخست در ایرانی باستانی آریانام aryānām و در زبان اوستایی aryānem بود. از شکل ایرانی باستان آن در دوران اشکانی آریان حاصل شده بود، اما ساسانیان بیشتر به اوستا نظر داشتند.

#### گنزک پایتخت دوراناورتایی

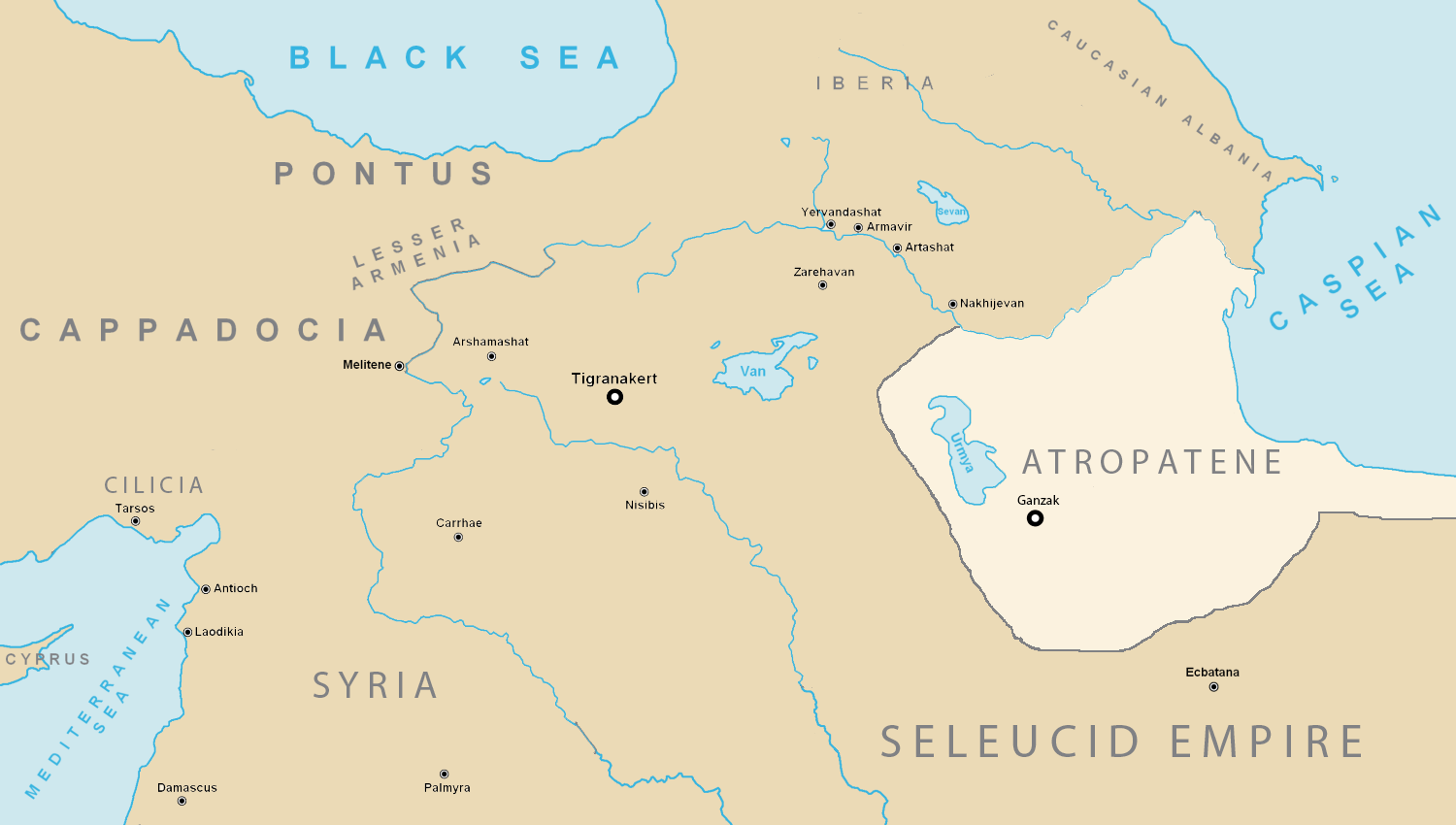
گنزک، پایتخت آتروپاتن، در جنوب دریاچه‌ای که نام آن دریاچهٔ چیچَست بود و امروزه با نام آشوری ارومیّه شناخته می‌شود

آتروپات فرماندار یا ساتراپ ماد شمالی در زمان اسکندر بود. بعد از فروپاشی امپراتوری اسکندر در سال ۳۲۸ پیش از میلاد، او اعلام استقلال کرده و گنزک را پایتخت کشور تازه استقلال‌یافتهٔ ماد کوچک قرار داد. واژه معرب آذربایجان از همین نام خاندان آتورپاتگان ریشه گرفته‌است که «گ» تبدیل به «ج» شده‌است.

#### محاصرهٔ گنزک به‌دست رومی‌ها
در سال ۳۶ پیش از میلاد مارک آنتونی، سردار نامدار جمهوری روم، به ایران باستان حمله کرد.
پادشاه اشکانی در این هنگام فرهاد چهارم بوده‌است. پلوتارک می‌نویسد «آنتوان بعد از جدا شدن از معشوقه‌اش ملکه کلئوپاترا همراه با یکصد و سیزده هزار سپاهی به قصد تصرف ماد به طرف آذربایجان حرکت کرد. او که می‌خواست زمستان را با کلئوپاترا بگذراند، در هر کاری از خود شتاب‌زدگی نشان می‌داد و بدون استراحت دادن به سربازان و بدون حمل اسباب و آلات جنگی که باعث کندی حرکت شده بودند، به طرف گنجک (فراد) رفت تا آن شهر را در محاصره گیرد؛ بنابراین جنگ‌افزارهای خود را کمی عقبتر جا گذاشت تا سبک‌بار به سمت گنجک برود. گنجک شهری بود بزرگ و زنان و کودکان پادشاهان ماد در آنجا سکونت داشتند. در حین محاصره، آنتوان به آلات جنگی نیازمند شد و فهمید که نیاوردن و جا گذاشتن آن آلات، چه اشتباه بزرگی بوده‌است. فرهاد چهارم پادشاه پارتها که همراه با سپاه بزرگی به طرف گنجک حرکت می‌کرد، سواره‌نظامی را مأمور کرد که بروند و آن آلات جنگی را بگیرند و از دسترس رومی‌ها خارج کنند. پارت‌ها به سپاه رومی حمله کرده و اسیران بسیار بگرفتند. مادها هم که در محاصره بودند به پارت‌ها پیوسته تا اینکه رومی‌ها مجبور به عقب‌نشینی شدند.»

#### گَنزک در زمان خسرو پرویز
اقامتگاه تابستانی خسرو پرویز ظاهراً در نواحی دریاچه ارومیه در سر راه بناب و تبریز در نزدیکی لیلان بوده‌است. در نزدیکی آن کوه آتش‌فشانی بوده که آتشکده آذرگشسپ به‌واسطهٔ گازهای طبیعی قابل اشتعال آن روشن می‌شده‌است. در دوره ساسانی معمولاً یکی از مرزبانان را به فرمانداری آذربایجان می‌گماردند. در اواخر آن دوره، حکومت آذربایجان در دست خاندان فرخ‌هرمز بود و پایتخت آن گنجک یا شیز نام داشت که مطابق با ویرانه‌های لیلان در جنوب شرقی دریاچه ارومیه گزارش شده‌است. شهر تاریخی شیز متعلق به دوران تاریخی ساسانی است، اما باستان‌شناسان در مورد محل قطعی آن اتفاق نظر ندارند، لذا کشف ۲۳ عدد سکه از شهر تاریخی لیلان به احتمال وجودِ شهر تاریخی شیز در لیلان اعتبار بیشتری می‌بخشد.

#### گنزک در زمان ساسانیان
با استقرار امپراتوری ساسانی در ایران و رواج آیین مزدیسنا، اوج شکوه و آبادانی این شهر آغاز گردید. ساختمان آتشکده آذرگشسب به‌عنوان نماد اقتدار آیین زرتشت باعث رشد و توسعه دوباره شهر گردید. این آتشکده که ویژهٔ پادشاهان و سرداران بوده موقعیت جنگجویان را حفظ می‌کرده و به‌عنوان نماد وحدت کشور از احترام بالایی برخوردار بوده به‌گونه‌ای که پس از مرگ پادشاهان، جانشینان شاهان از خاندان ساسانی با پای پیاده به این محل می‌آمدند و ضمن زیارت، تاج شاهی را بر سر می‌گذاشتند. آذرگشنسب به‌عنوان مهم‌ترین پرستشگاه زرتشتیان مورد احترام حکومت و مردم آن دوره بوده و آتش جاودان این آتشکده، در حدود هفت سده نماد اقتدار آیین زرتشت بوده‌است.

در عصر سامانیان، شهر گنجک شهر شامل سه بخش عمده بود: ۱. تالارها و کاخ‌ها، ۲. ساختمان آتشکده آذرگشسپ، ۳- خانه‌های مسکونی.
گنجک در زمان ساسانیان به‌جهت همین آتشکده تقدس خاصی پیدا کرد و شهر به صورت مجموعه مذهبی درآمد، به‌طوری‌که طبقه خاص از روحانیان مذهبی که در آیین زرتشت از آن‌ها به‌عنوان موبد نام برده می‌شود در خانه‌های مسکونی شهر ساکن شده‌اند. به‌دلیل اقتدار و شکوهی که این آتشکده داشت مردم منطقه آن را تخت سلیمان نامیدند. از آن پس در تمام کتاب‌ها و آثار باقی‌مانده نام آتشکده آذرگشسپ کمتر دیده شده‌است.
در سال ۶۲۳ میلادی هراکلیوس به منظور پیشگیری از پیشرفت سپاه فاتح ایران و دفع حملهٔ آوارها، از طریق آسیای صغیر با نیروهای خود به قفقاز حمله‌ور گشت. هراکلیوس نخست ارمنستان را فتح کرد و پس آنگاه ناحیهٔ گنزک را به تصرف درآورد. هراکلیوس، در آذربایجان که در آن ایام برحسب روایات موبدان، زادگاه زرتشت نیز به حساب می‌آمد، با شوقی انتقام‌جویانه و به تلافی این‌که سپاهیان خسرو پرویز با همکاری یهودیانِ اورشلیم، در سال ۶۱۴ میلادی، مزار عیسی مسیح را در اورشلیم با خاک یکسان کرده بودند، مقدس‌ترین مکان مذهبی زمان ساسانی، یعنی آتشکده آذرگشسپ را با خاک یکسان کرد.
شرح ویرانی شیز و آتشکدهٔ آن در کتاب تاریخ امپراتوری صغیر، نوشتهٔ شارل لبو فرانسوی آمده‌است. تخت طاقدیس یا تخت طاق‌ویس که وصف آن در شاهنامه آمده‌است، یکی از شگفتی‌های گنجک بوده‌است که توسط هراکلیوس ویران شد. تاریخ‌نویسان با آب و تاب تمام، شرح آن را اینگونه نوشته‌اند که بناهای شهر گنجک، به‌دست صنعتگران سراسر کشور ایران، از عاج و زر و گوهرهای گوناگون ساخته شده بود.

شارل لبو دربارهٔ تخت طاقدیس می‌نویسد: «هراکلیوس و گروهی از تازیان که مزدورش بودند و پیشاپیش لشکریانش می‌رفتند بر پیشروان سپاه ایران تاختند و چنان هراس انگیختند که خسرو پرویز همان دم با همهٔ لشکریانش گریخت. هراکلیوس بی‌مانع وارد گنزک شد. می‌گفتند که زرتشت در این سرزمین به دنیا آمده و در آنجا زیسته‌است. مجسمهٔ بسیار بزرگی از خسرو پرویز با غرور در میان کاخ در زیر گنبدی که نمایش آسمان بود، نشانده بودند، در گرداگردش خورشید و ماه و ستارگان دیگر را می‌دیدند، همراه با فرشتگان که چوب به دست داشتند. به‌وسیلهٔ بعضی دستگاه‌ها باران می‌ریخت و تندر به صدا درمی‌آمد. هراکلیوس همه را، همراه با سه هزار خانهٔ اطراف آتشکده، دستخوش آتش کرد.»

## آتشکده آذرگشسپ
در زمان ساسانیان ایرانیان سه آتشگاه بزرگ و برجسته داشتند که یکی از آنان در شهر گنجک بوده و آذرگُشَسپ نام داشت.
تخت سلیمان در اواخر دوره ساسانی به خصوص خسرو اول و خسرو دوم بیشتر مورد توجه قرار گرفت. باستان‌شناسان آلمانی که این مکان را بررسی کرده‌اند،نتایج خود را این گونه بیان می‌کنند: «دو اتاق در محور عرضی آتشکده سقف گنبدی یکی به عنوان مرکز پرستش آتش و دیگری احتمالاً مرکز پرستش آب با یک ارزش موازی در کنار هم قرار دارند.»

### معماری معبد آناهیتا
در قسمت شرق آتشکده حیاطی مرکزی شکل است که گفته‌شده متعلق به ناهید است. حیاطی است مربعی شکل با چهار ستون مستطیلی در هر طرف، طاق آجری شکل دو دهنهٔ در حیاط است که به طرف دالان‌های باریک هدایت می‌شود. در وسط دیوارهای هر دالان، دروازه‌ای به سمت اتاق‌های بلند و باریک باز می‌شود. اتاق‌های شمالی و جنوبی درهای دیگری ندارد اما اتاق‌های شرقی و غربی به حیاط اصلی آتشکده ختم می‌شود. ستون‌ها و دیوارها از جنس سنگ‌های تراشیده و قطور هستند. طاق‌ها از آجر با سبک معماری ضربی شکل ساخته شده‌است. در دوران ساسانی یا اوایل دوران اسلامی حیاط مرکزی توسط دیواری که از شرق تا غرب سازه کشیده‌شده‌است، به دو قسمت مجزا تقسیم شده و حیاط را از روباز به پوشیده تغییر داده‌است.

## آثار باستانی در روستای تخت سلیمان
مجموعه بناهای تاریخی در تخت سلیمان در اطراف چشمه رسوبی ساخته شده‌است. آب این چشمه که از عمق بیش از۷۸ متری از درون زمین به سطح می‌آید و به زمین‌های اطراف می‌ریزد دارای املاح زیادی ازجمله آرسنیک است که آن را برای آشامیدن و کشاورزی نامناسب کرده‌است. برخلاف تصور همگان، این یک دریاچه نبوده و هیچ آبی به آن نمی‌ریزد. رسوب‌های حاصل از این املاح در طی سده‌ها، لبه چشمه را شکل داده و متغیر کرده‌است.
آثار و بناهای دوره‌های اشکانیان و ساسانی و ایلخانان مغول در این محل یافت شده‌است. مهم‌ترین آثار به‌جامانده آن آتشکده و تالارهای دوره ساسانی است. برخی آثار ساسانی دیگر نیز در کوه بلقیس و زندان سلیمان در نزدیکی روستای تخت سلیمان ساخته شده‌است. کاوشگاه باستانی شیز از سوی یونسکو به عنوان میراث جهانی شناخته شده‌است و طرح‌های بزرگی برای بازسازی و کاوش در آن در دست اجراست.

## گالری

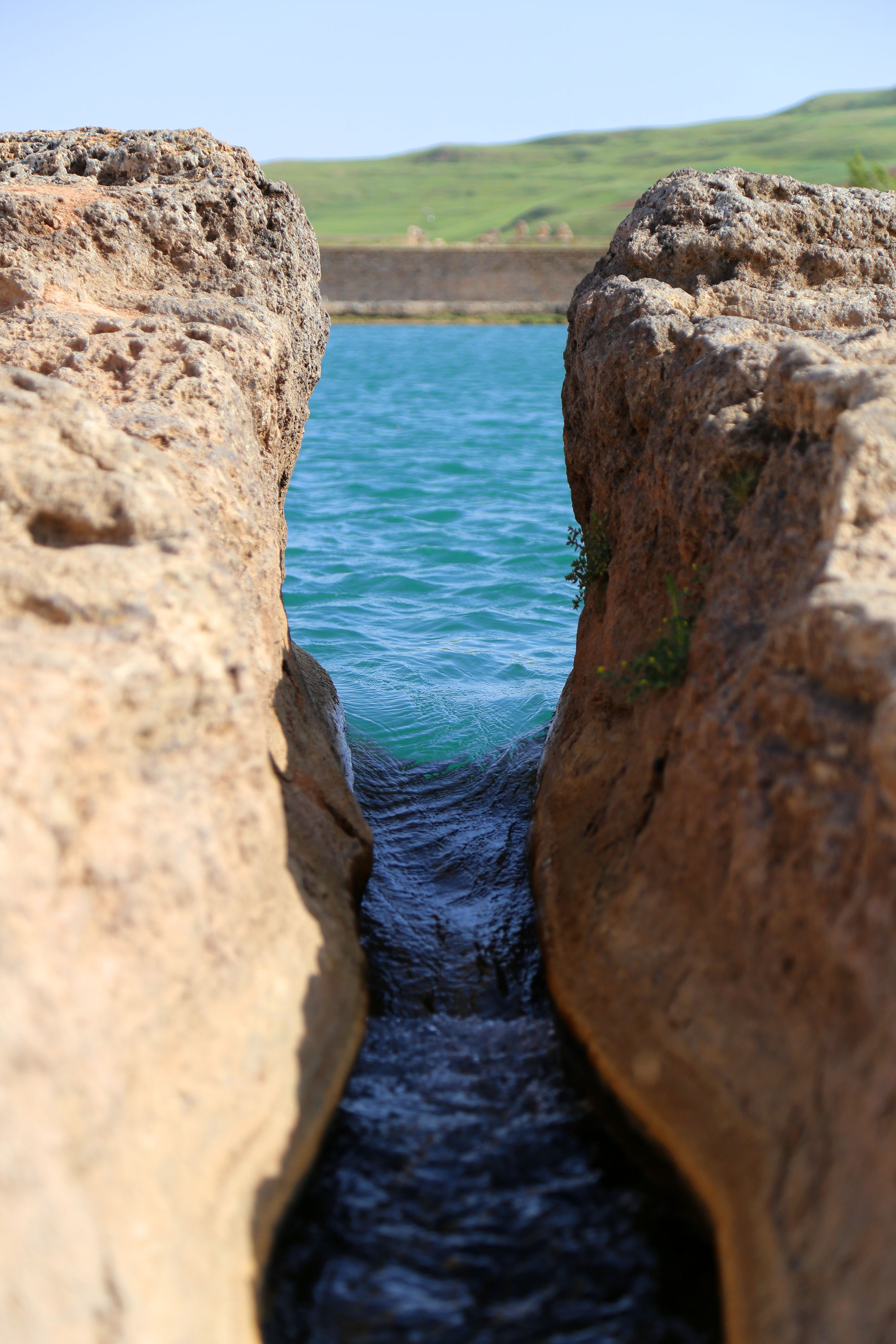
تخت سلیمان، آذربایجان غربی
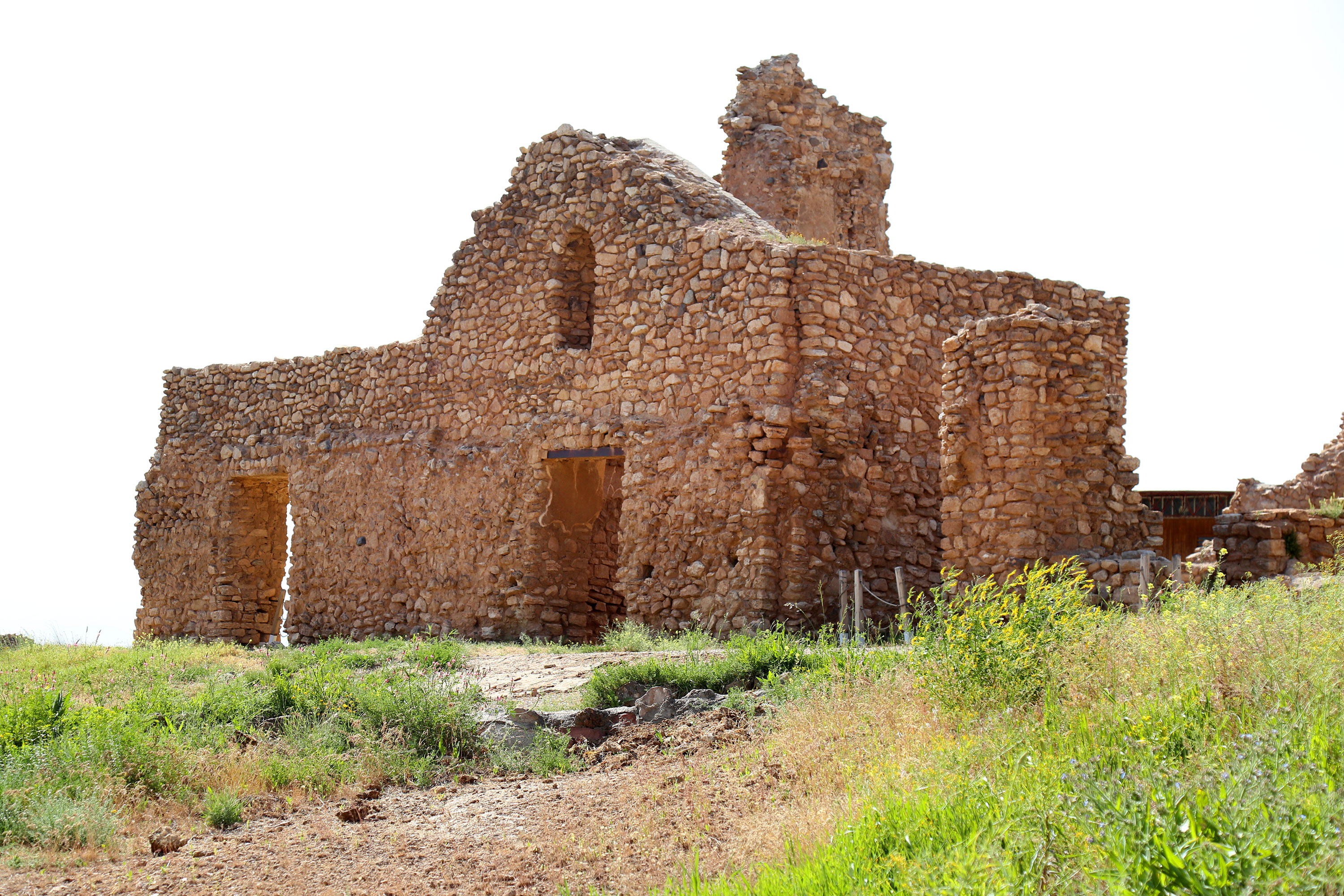
تخت سلیمان، آذربایجان غربی
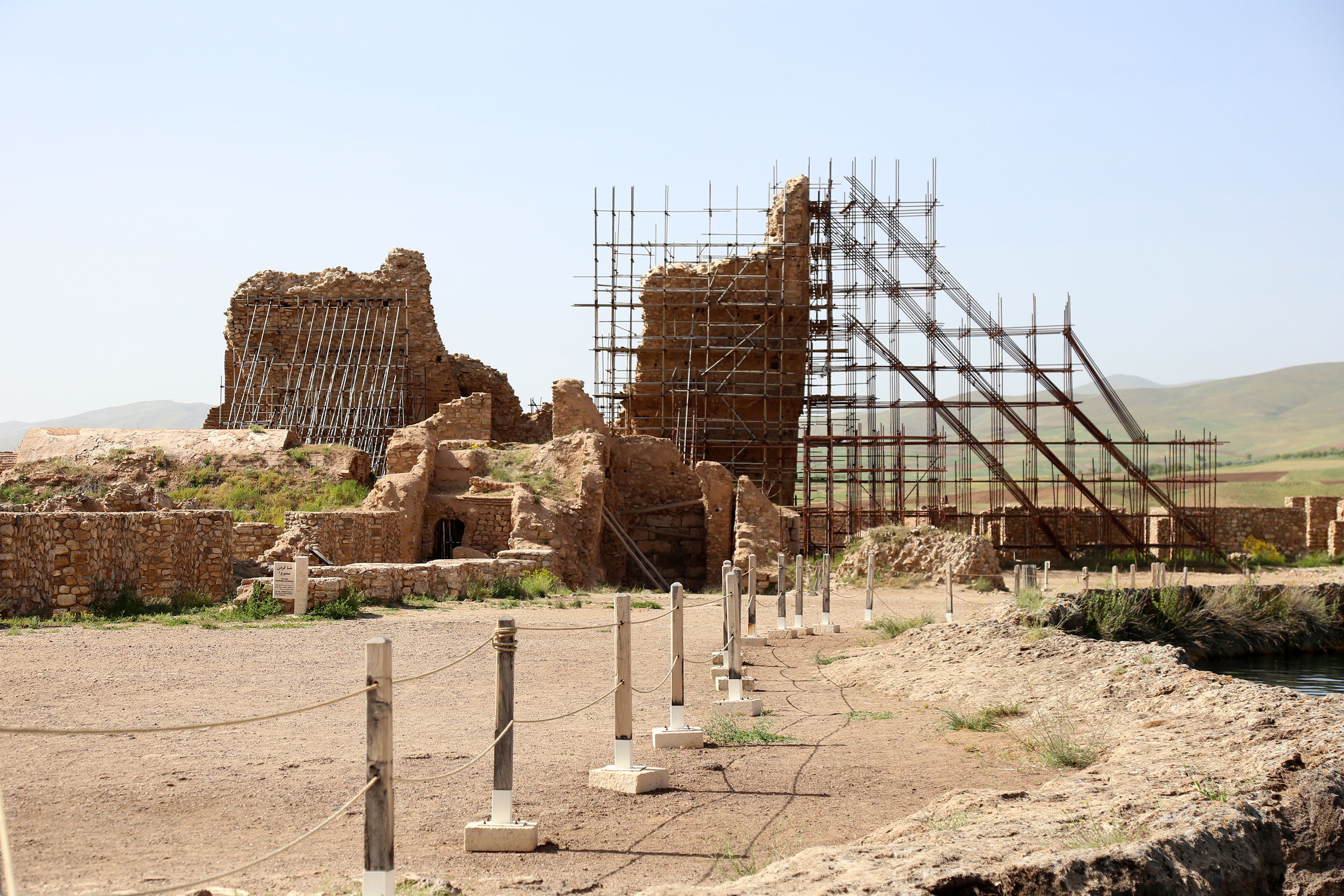
تخت سلیمان، آذربایجان غربی
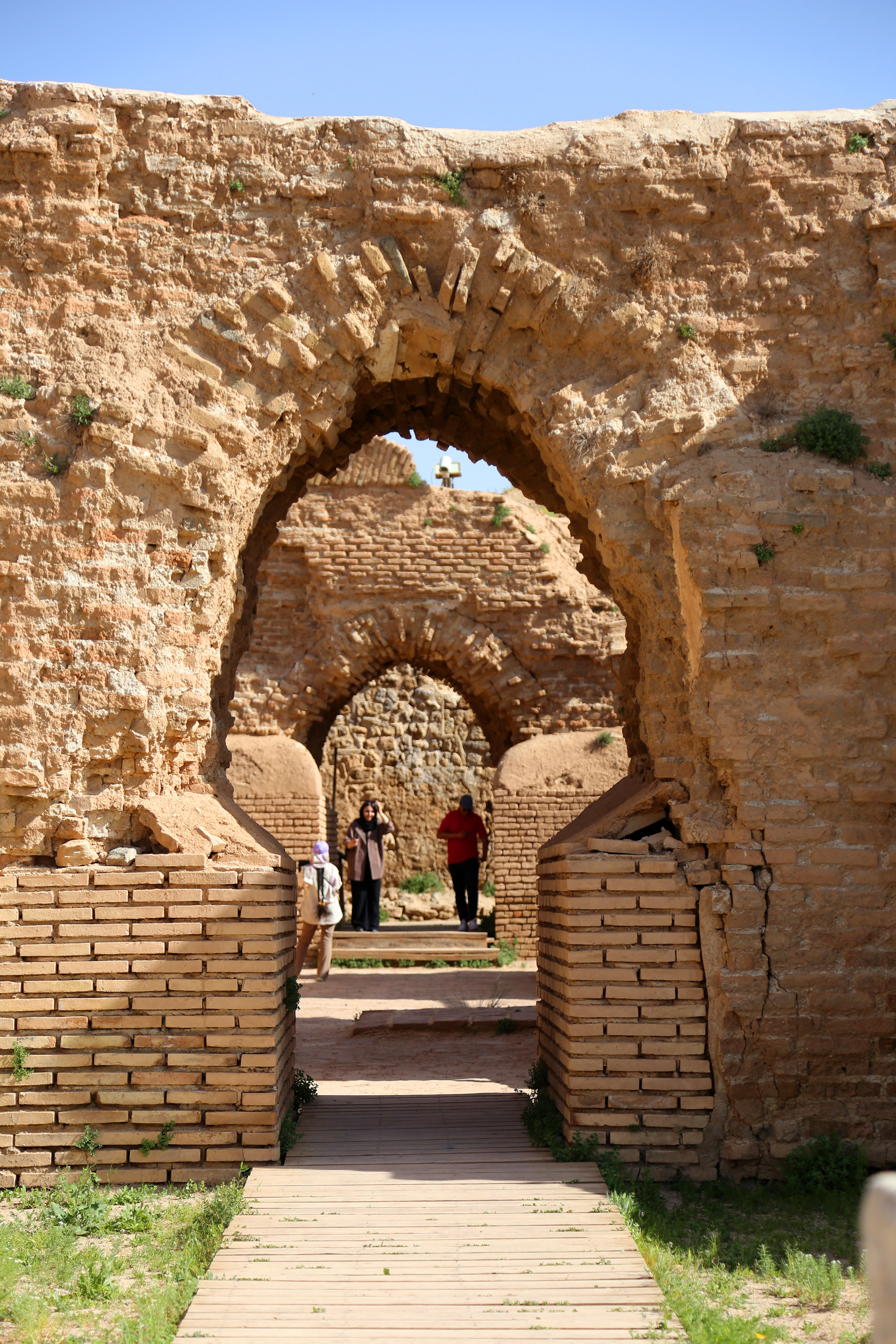
تخت سلیمان، آذربایجان غربی
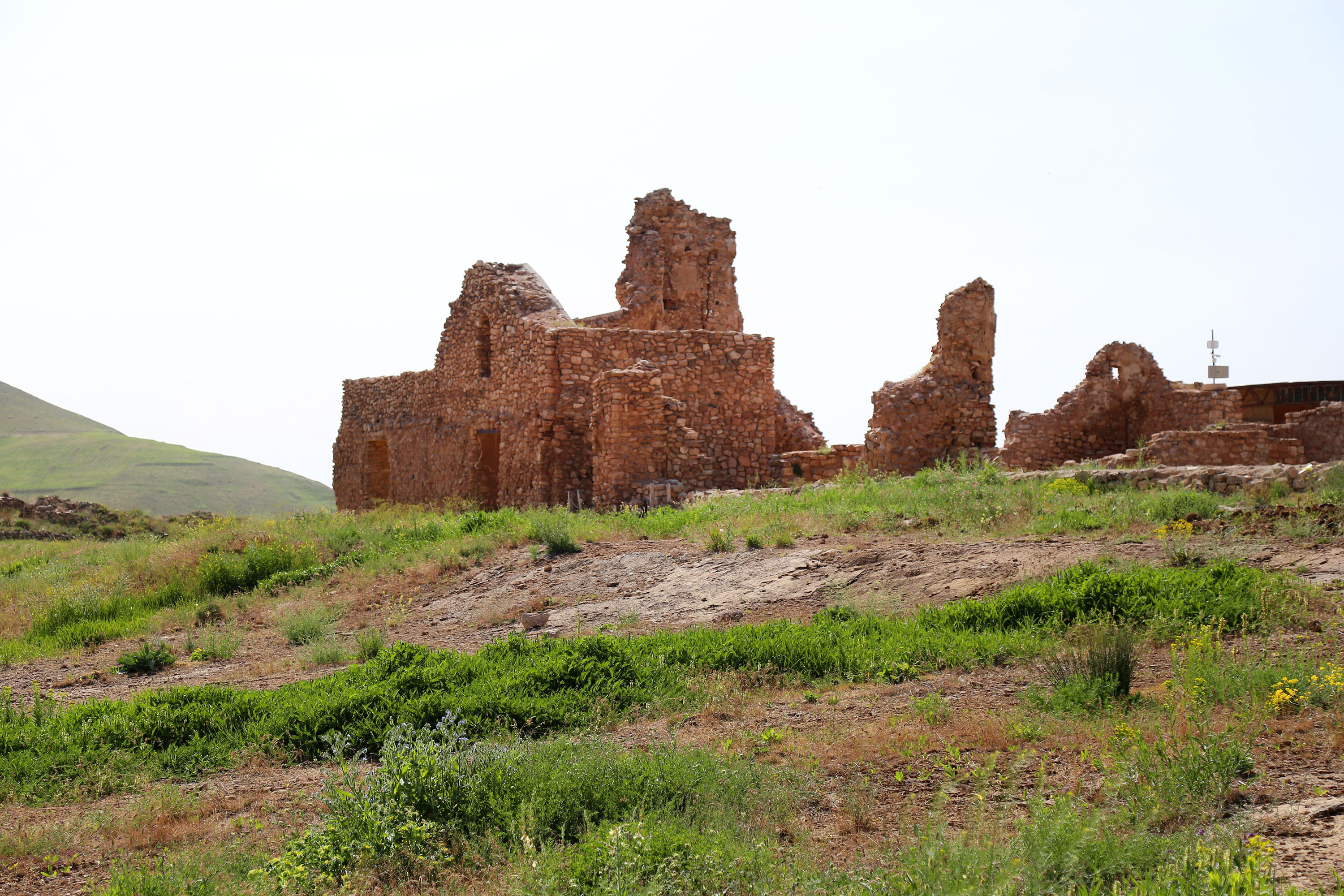
تخت سلیمان، آذربایجان غربی
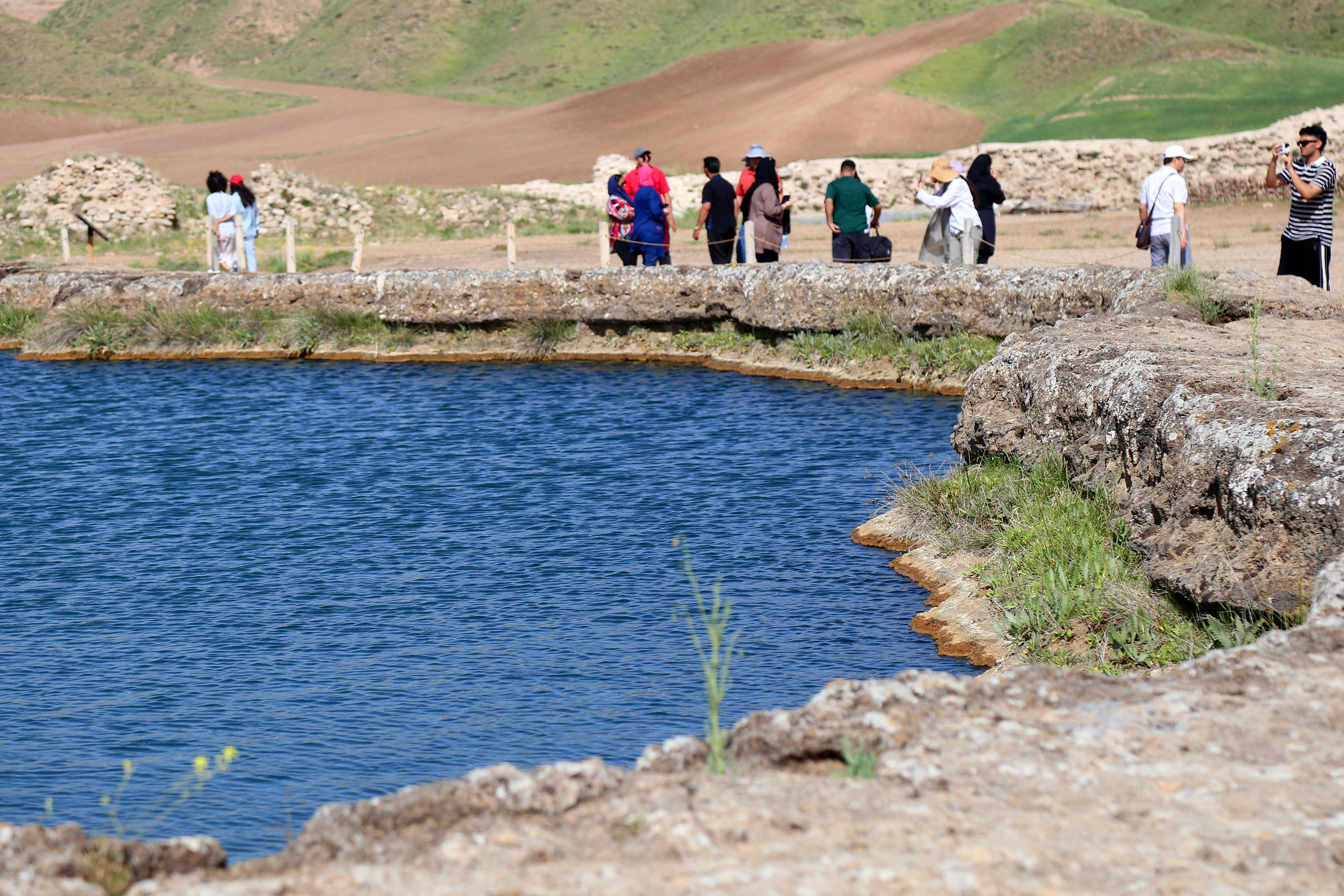
تخت سلیمان، آذربایجان غربی
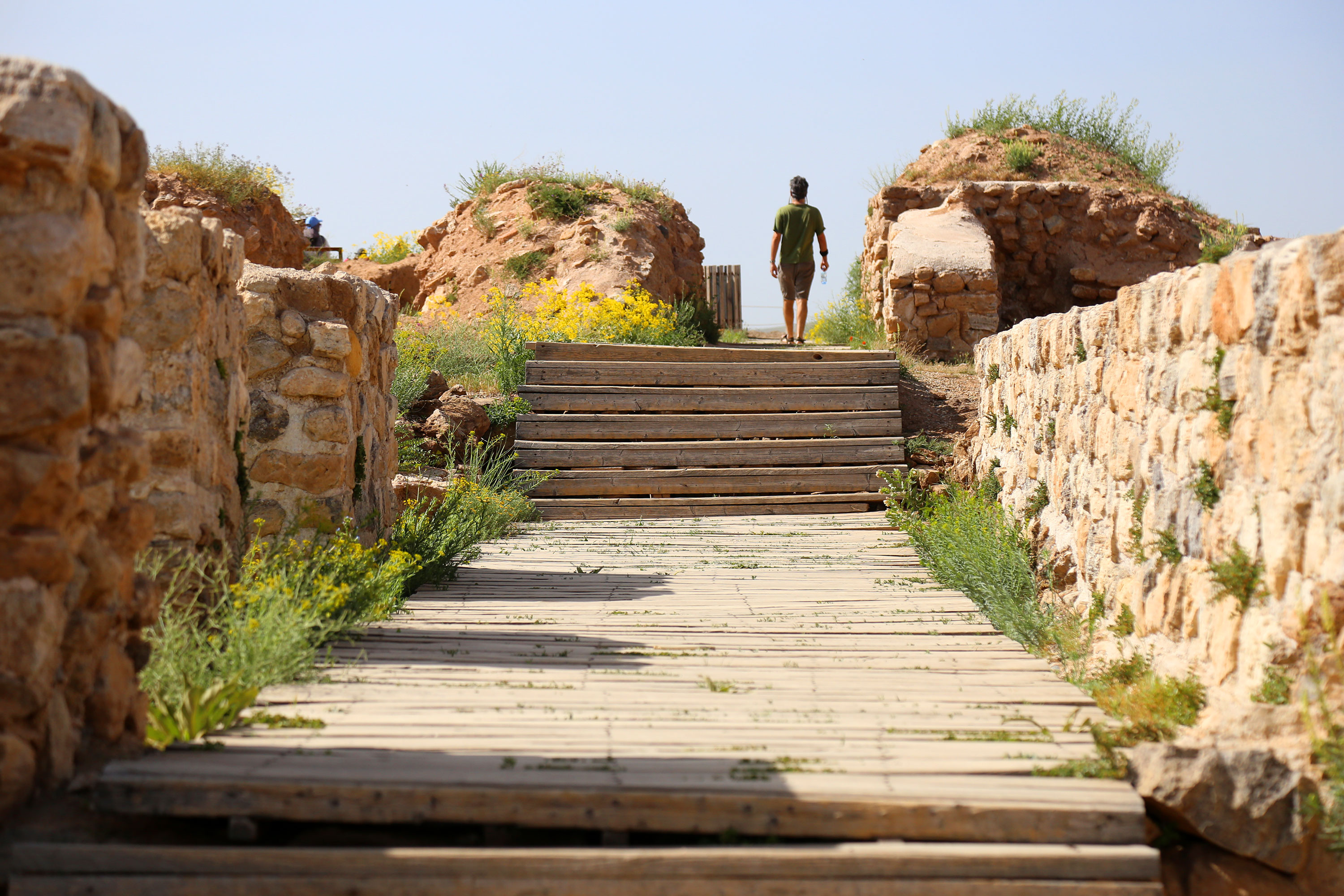
تخت سلیمان، آذربایجان غربی
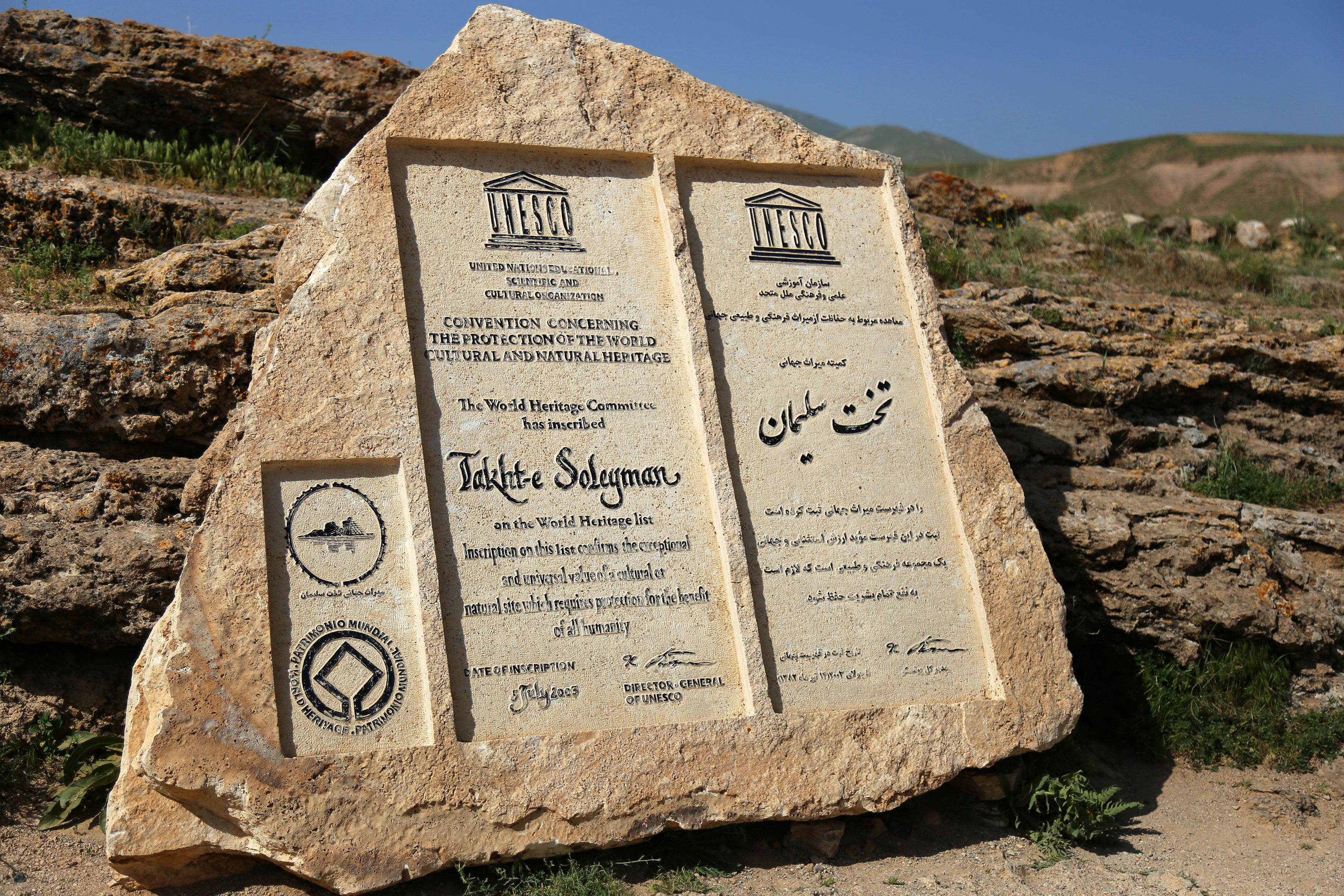
تخت سلیمان، آذربایجان غربی
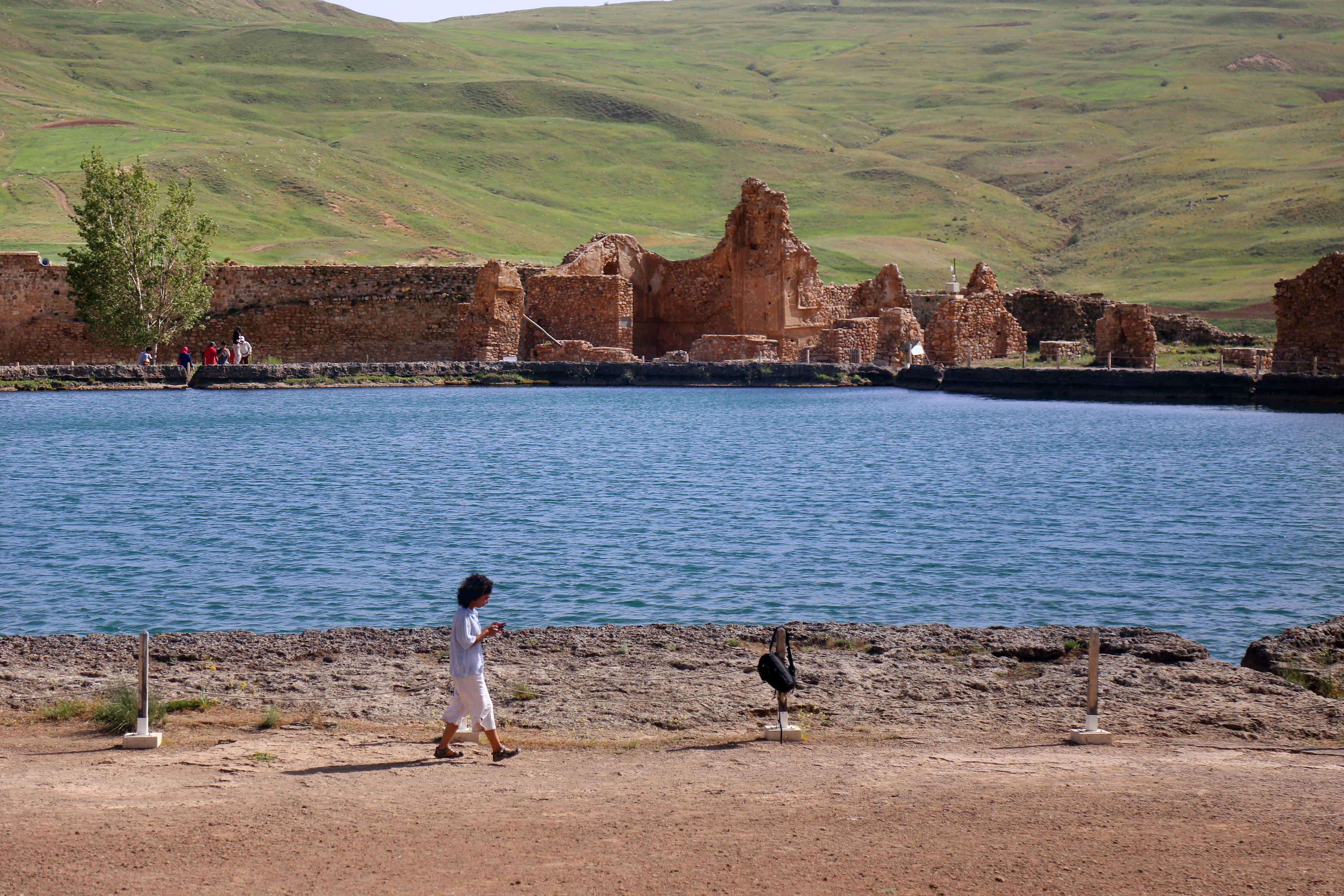
تخت سلیمان، آذربایجان غربی
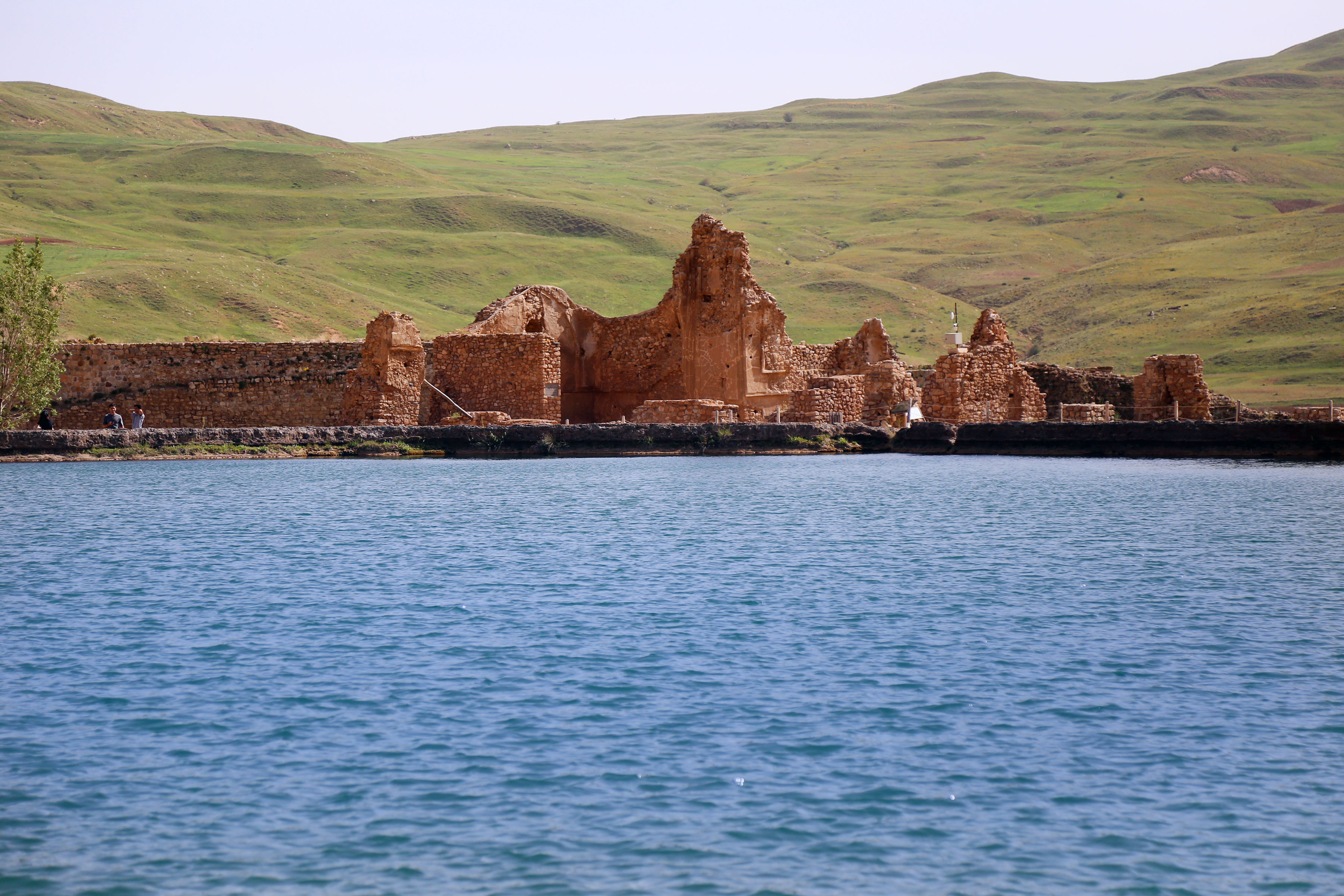
تخت سلیمان، آذربایجان غربی
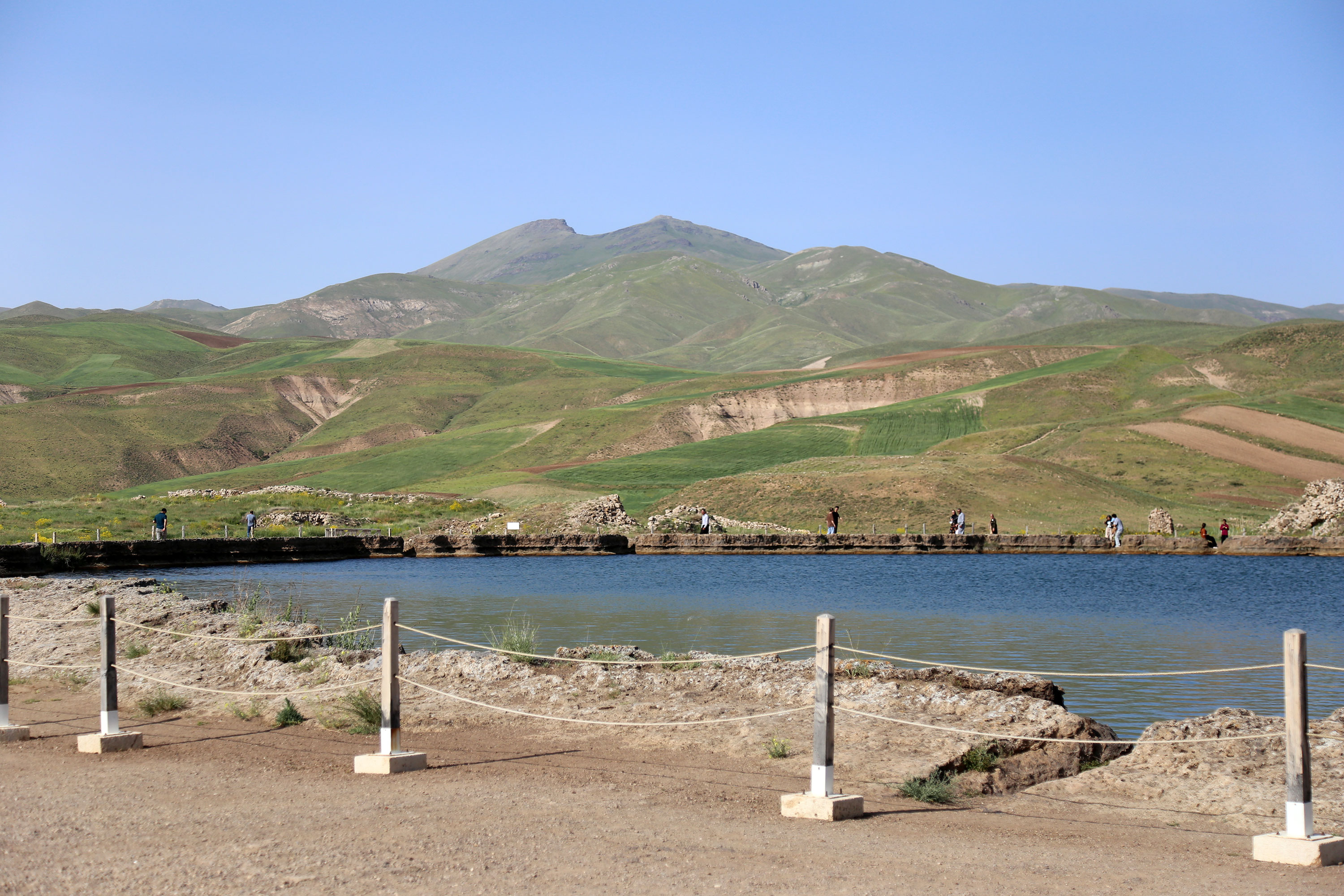
تخت سلیمان، آذربایجان غربی
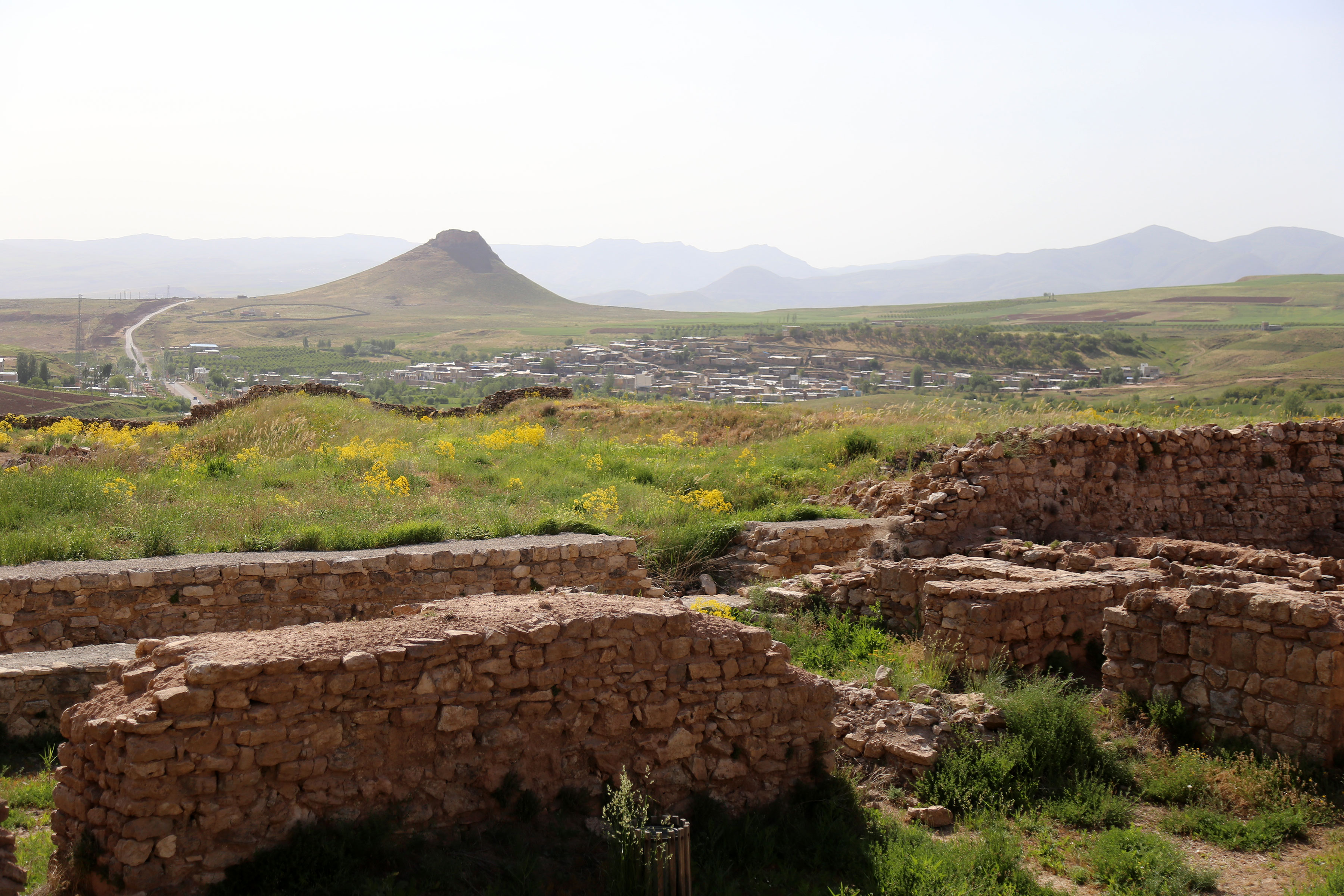
تخت سلیمان، آذربایجان غربی
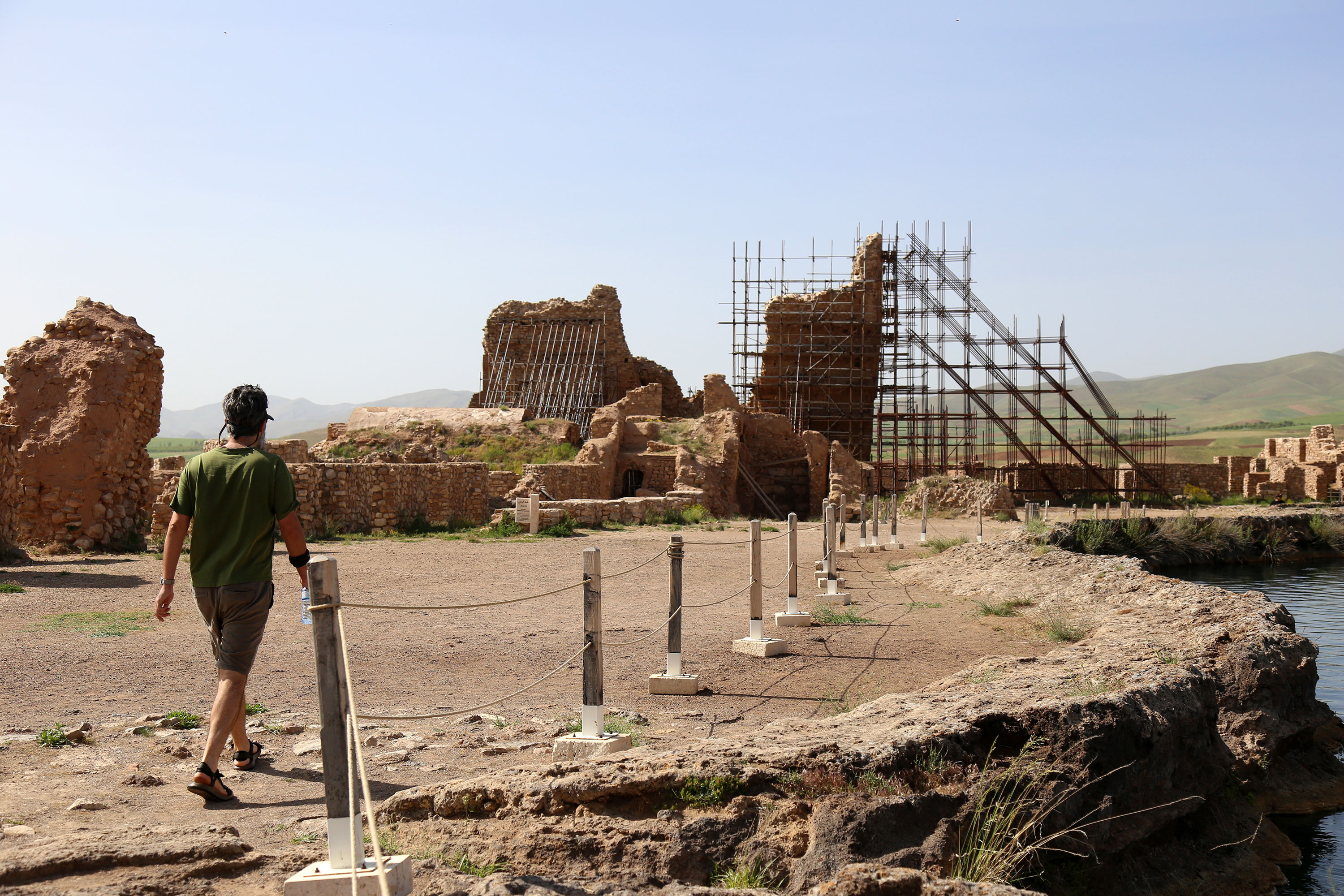
تخت سلیمان، آذربایجان غربی
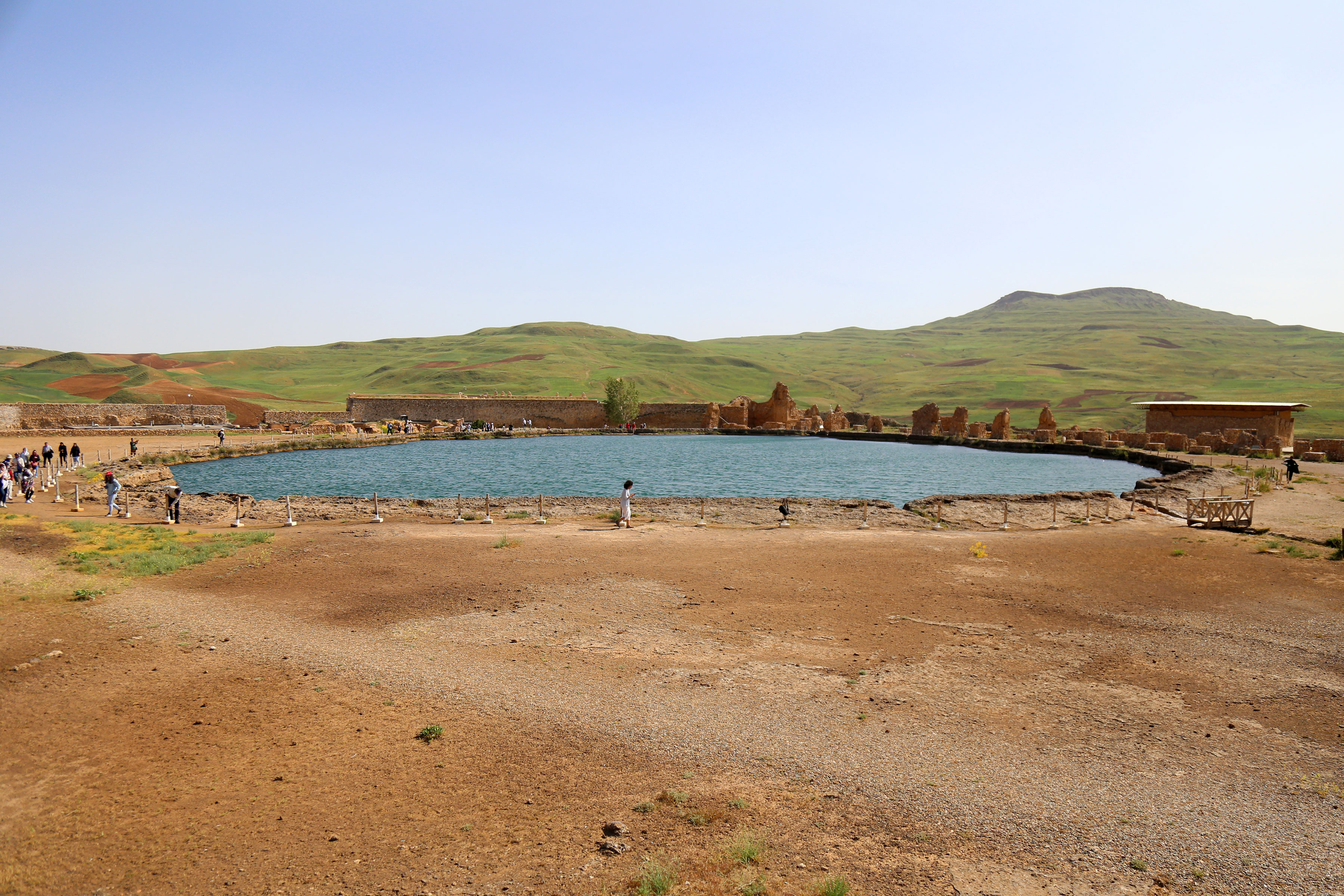
تخت سلیمان، آذربایجان غربی
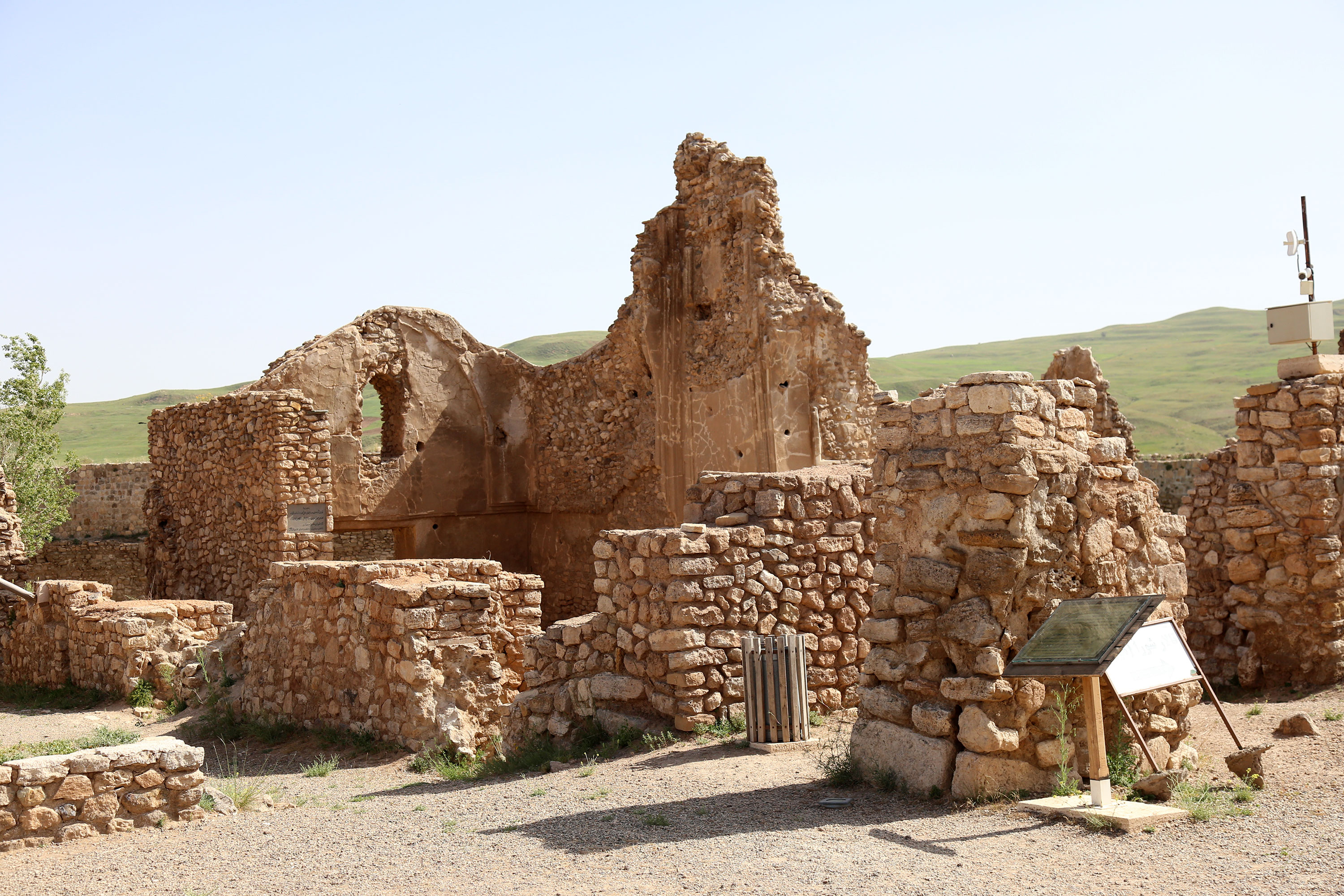
تخت سلیمان، آذربایجان غربی
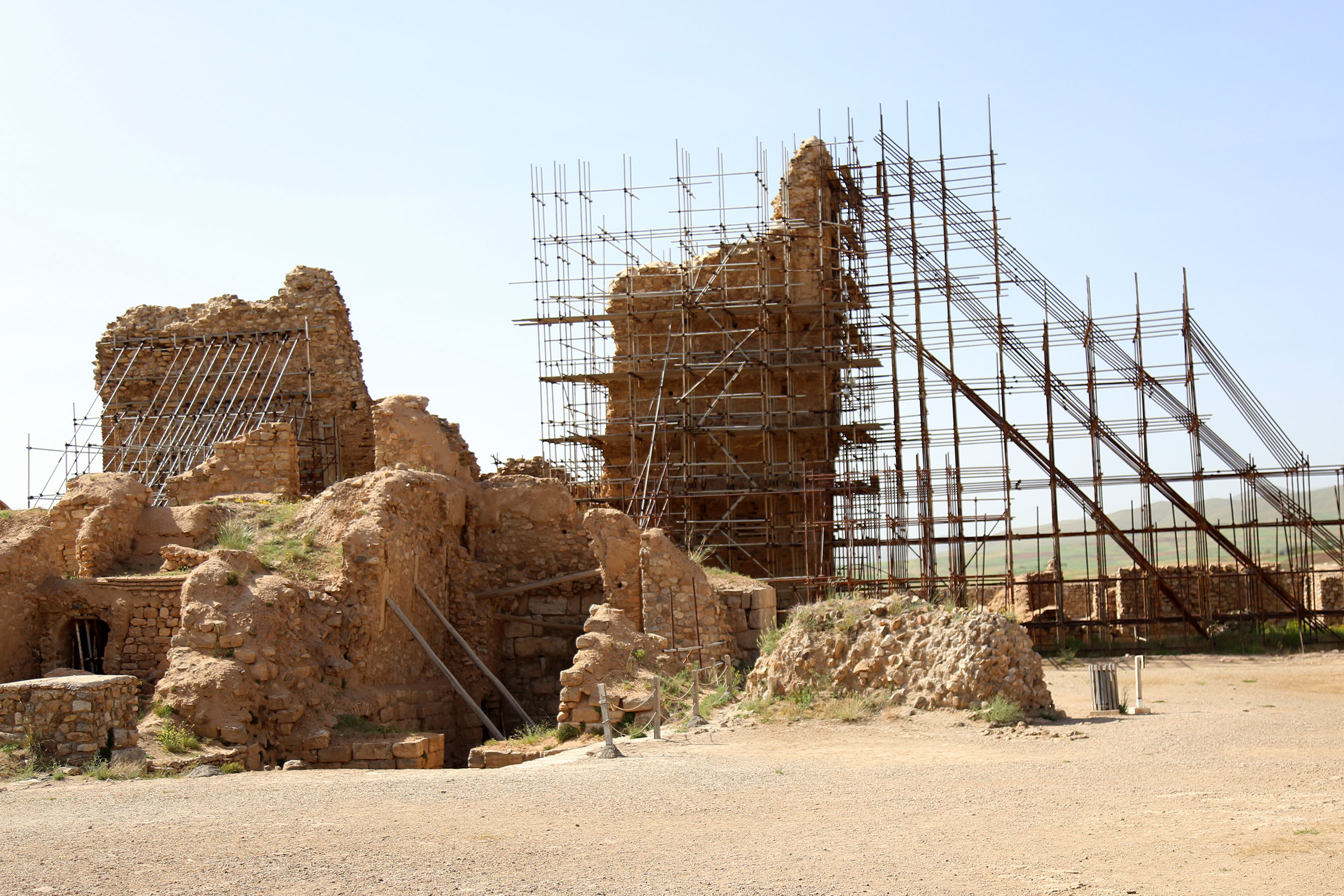
تخت سلیمان، آذربایجان غربی
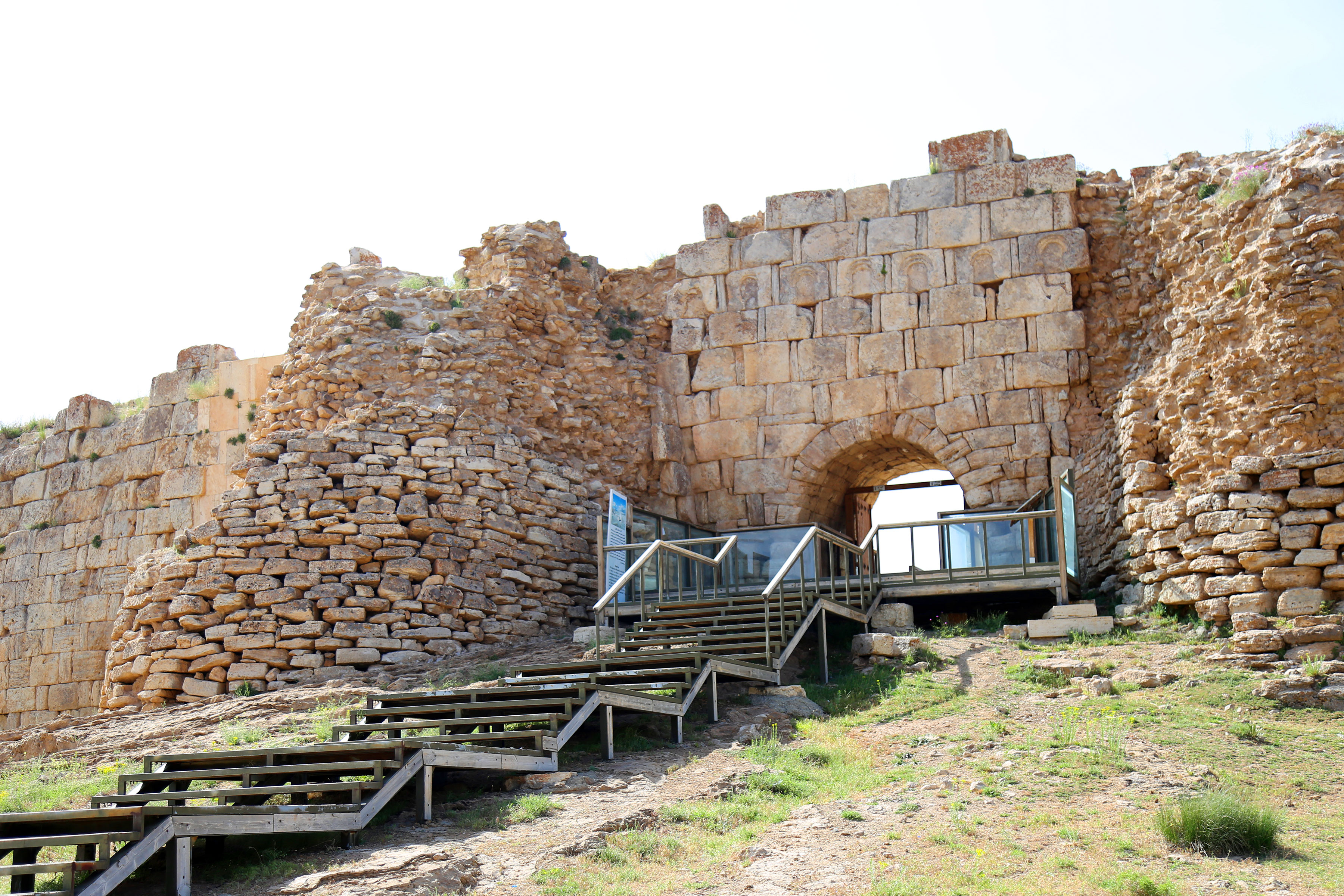
تخت سلیمان، آذربایجان غربی
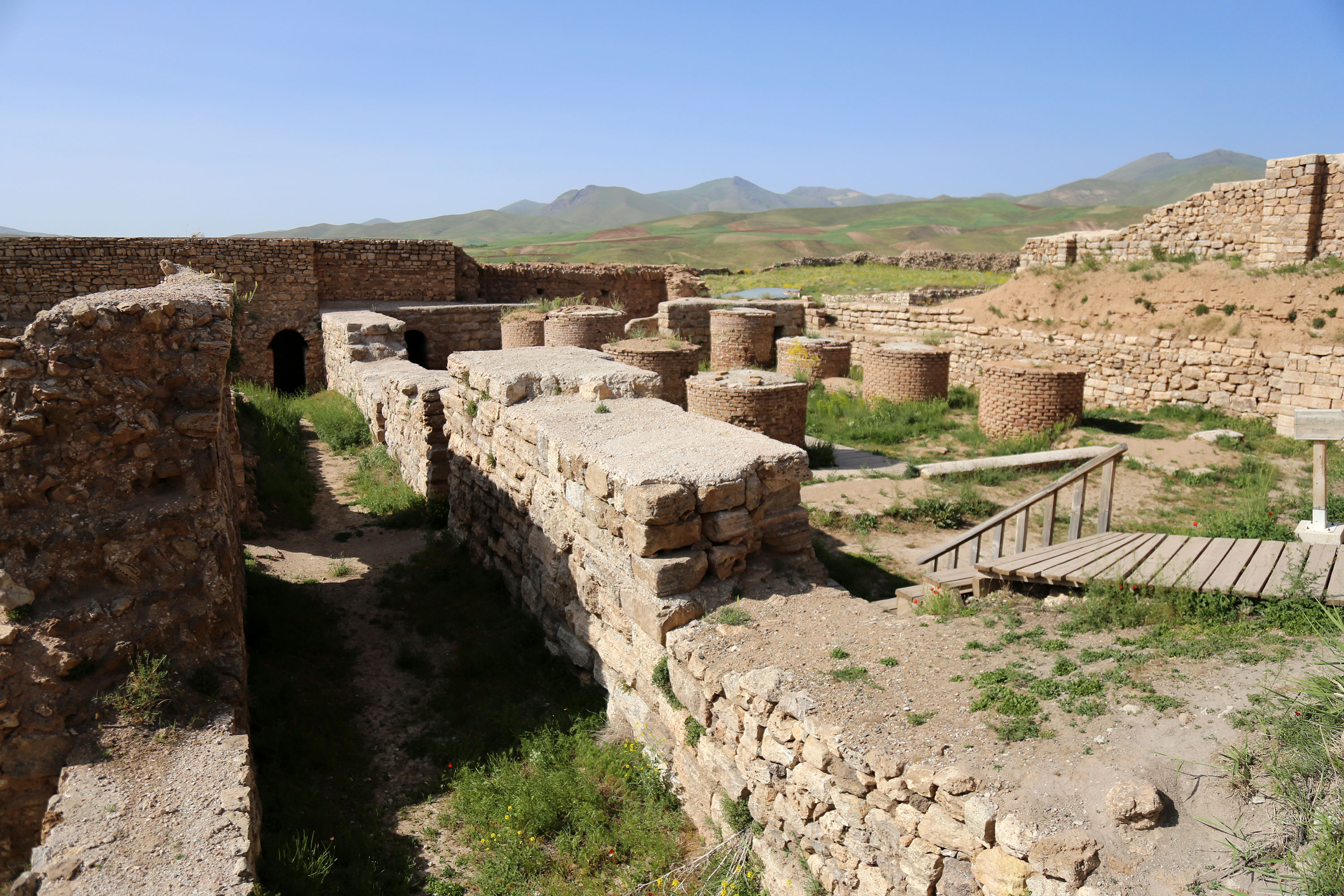
تخت سلیمان، آذربایجان غربی
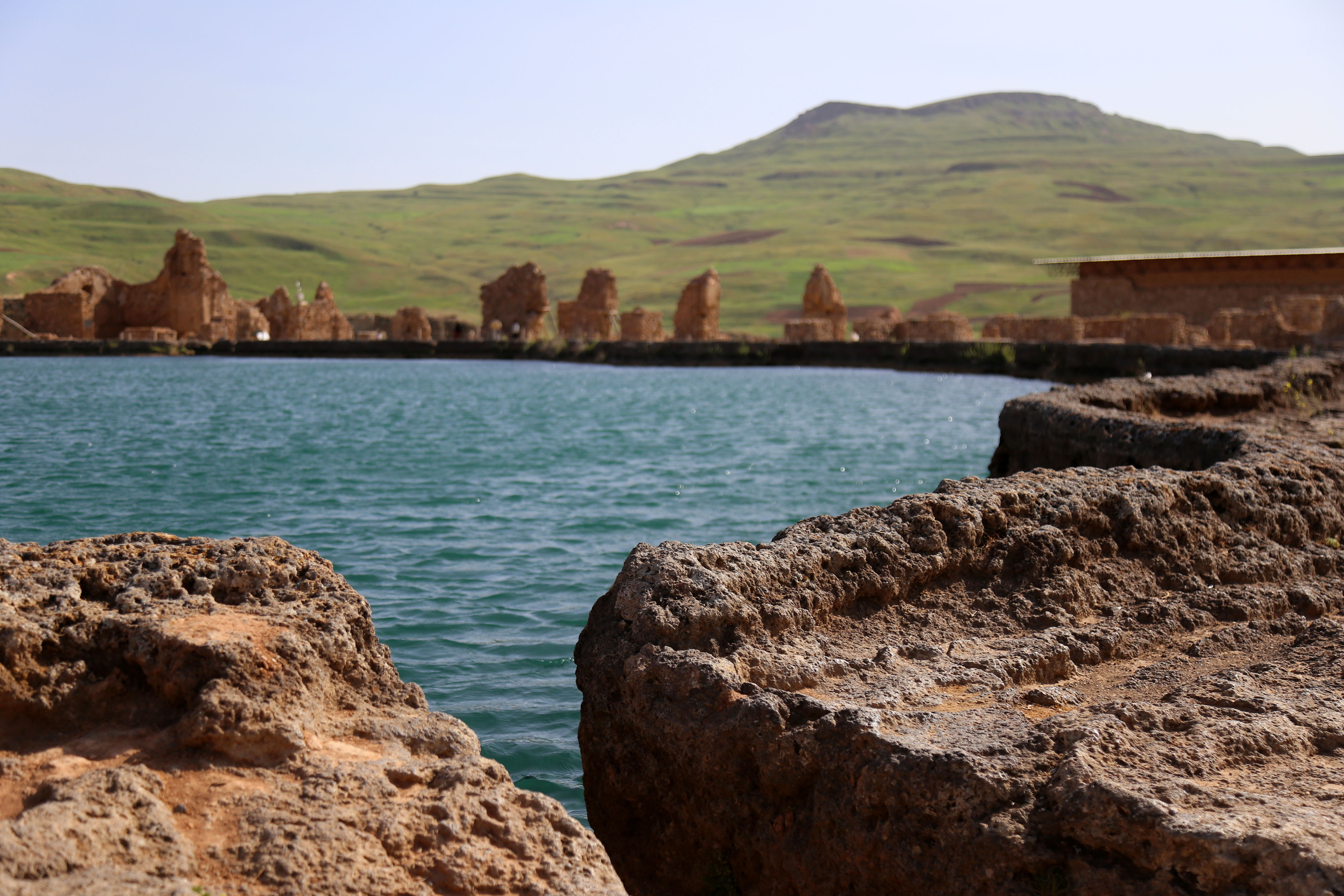
تخت سلیمان، آذربایجان غربی
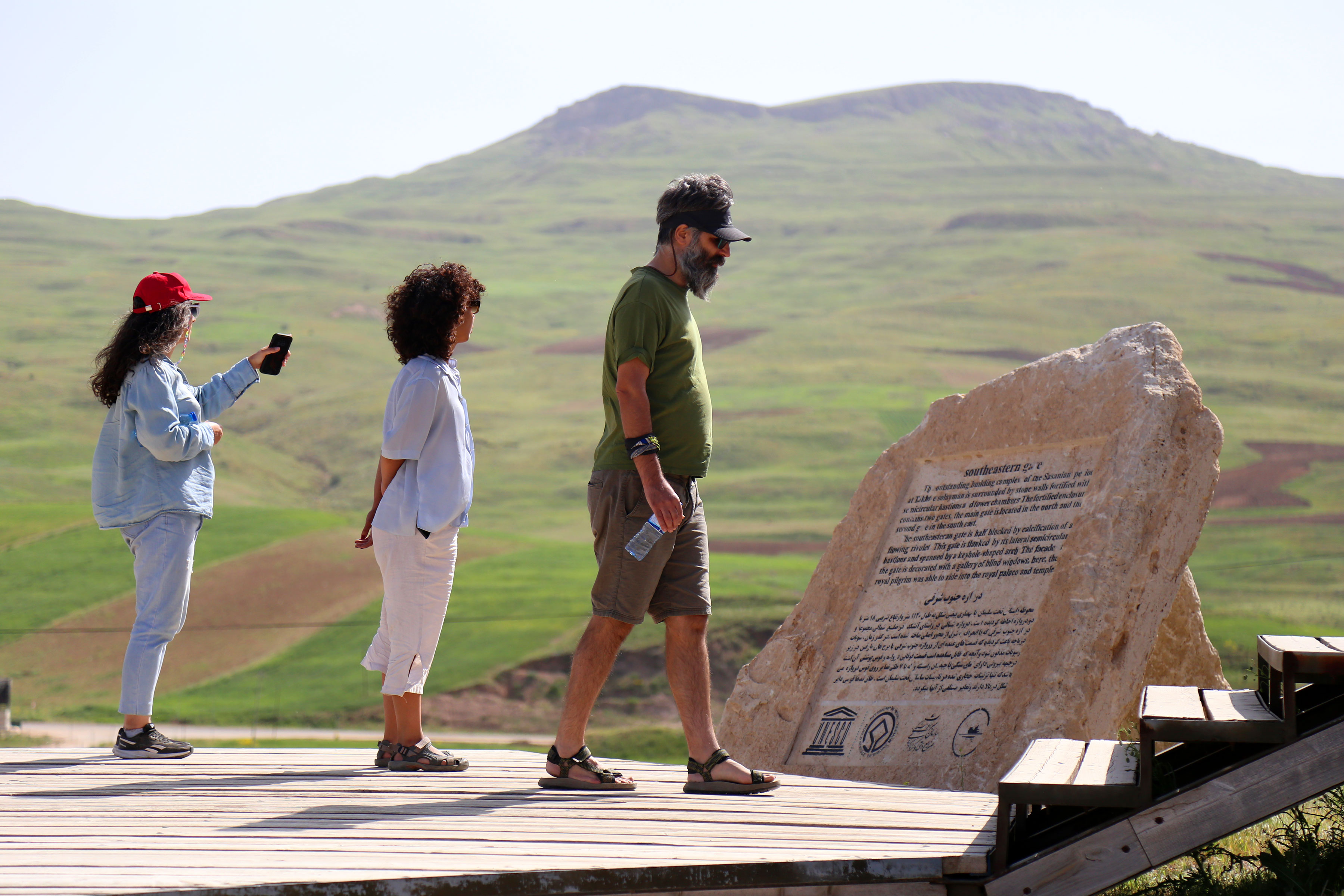
تخت سلیمان، آذربایجان غربی